# Krzewina (Bisztynek)
Krzewina (deutsch Strauchmühl) ist ein Ort in der polnischen Woiwodschaft Ermland-Masuren. Er gehört zur Gmina Bisztynek (Stadt- und Landgemeinde Bischofstein) im Powiat Bartoszycki (Kreis Bartenstein).

## Geographische Lage
Krzewina liegt in der nördlichen Mitte der Woiwodschaft Ermland-Masuren, 18 Kilometer westlich der früheren Kreisstadt Rößel (polnisch Reszel) bzw. 19 Kilometer südlich der heutigen Kreismetropole Bartoszyce (deutsch Bartenstein).

## Geschichte
Der kleine vor 1871 noch Strauchmühle genannte Gutsort bestand in seinem Ursprung lediglich aus einem großen Hof. Im Jahre 1785 wurde Strauchmühl als adliges Vorwerk mit zwei Feuerstellen erwähnt, im Jahre 1820 als adliges Gut mit zwei Feuerstellen bei 15 Einwohnern.
Der Gutsbezirk Strauchmühl wurde 1874 Teil des neu gebildeten Amtsbezirks Klackendorf (polnisch Troszkowo) im ostpreußischen Kreis Rößel. Das adlige Gut Strauchmühl, das zum Gutsbezirk Klackendorf gehörte, hatte 1879 eine Größe von 108 Hektar. Im Jahre 1885 zählte es 28 Einwohner, im Jahre 1905 waren es 29. Am 30. September 1928 dann wurde es mit dem Gutsbezirk Klackendorf in die Landgemeinde Klackendorf eingegliedert.
Im Zusammenhang der Abtretung des gesamten südlichen Ostpreußen an Polen im Jahre 1945 erhielt Strauchmühl die polnische Namensform „Krzewina“. Heute ist der Ort Teil der Stadt- und Landgemeinde Bisztynek (Bischofstein) im Powiat Bartoszycki (Kreis Bartenstein), zwischen 1975 und 1998 der Woiwodschaft Olsztyn, seither der Woiwodschaft Ermland-Masuren zugehörig.

## Kirche
Bis 1945 war Strauchmühl kirchlich nach Bischofstein (polnisch Bisztynek) ausgerichtet: zur dortigen evangelischen Kirche innerhalb der Kirchenprovinz Ostpreußen der Kirche der Altpreußischen Union bzw. zur römisch-katholischen Kirche im damaligen Bistum Ermland.
Die Ausrichtung nach Bisztynek besteht katholischerseits auch heute, wobei die Stadt jetzt im Erzbistum Ermland liegt. Evangelischerseits gehört Krzewina zur Kirche in Bartoszyce (Bartenstein), einer Filialkirche der Pfarrei Kętrzyn (Rastenburg) in der Diözese Masuren der Evangelisch-Augsburgischen Kirche in Polen.

## Verkehr
Nach Krzewina führt von Troszkowo (Klackendorf) an der polnischen Landesstraße 57 (ehemalige deutsche Reichsstraße 128) aus eine Straße. Auch eine Nebenstraße vom Nachbarort Kokoszewo (Gerthen) endet in Krzewina. Eine Anbindung an den Bahnverkehr besteht nicht.